# Carl Luckemeyer
Carl Luckemeyer (* 23. März 1801 in Elberfeld, Herzogtum Berg; † 6. November 1875 in Düsseldorf, Rheinprovinz) war ein deutscher Unternehmer und Politiker.

## Leben
Luckemeyer übernahm als junger Mann die Textilfabrik und Färberei seines Vaters in Elberfeld. 1831 zog er nach Düsseldorf, wo er mit seiner Familie viele Jahre in der Hohe Straße der Carlstadt lebte und unter der Firma C. Luckemeyer & Comp. ein Bank- und Speditionsgeschäft betrieb. Ferner betätigte er sich als Agent der Agrippina, See-, Fluss- und Land-Transport-Versicherungs-Gesellschaft. Am 10. Oktober 1824 hatte er sich in Köln mit Johanna Stein (* 3. Juli 1801; † 30. Januar 1862) vermählt, einer Tochter des Bankiers Johann Heinrich Stein. Aus ihrer Ehe gingen unter anderem die Schriftstellerin und Salonniere Mathilde Wesendonck und der erfolgreiche New Yorker Kaufmann Eduard (Edward) Luckemeyer (1830–1907) hervor. Dessen Tochter Jeanne (* 13. September 1867; † 25. April 1943) war Ehefrau des Diplomaten Johann Heinrich von Bernstorff.

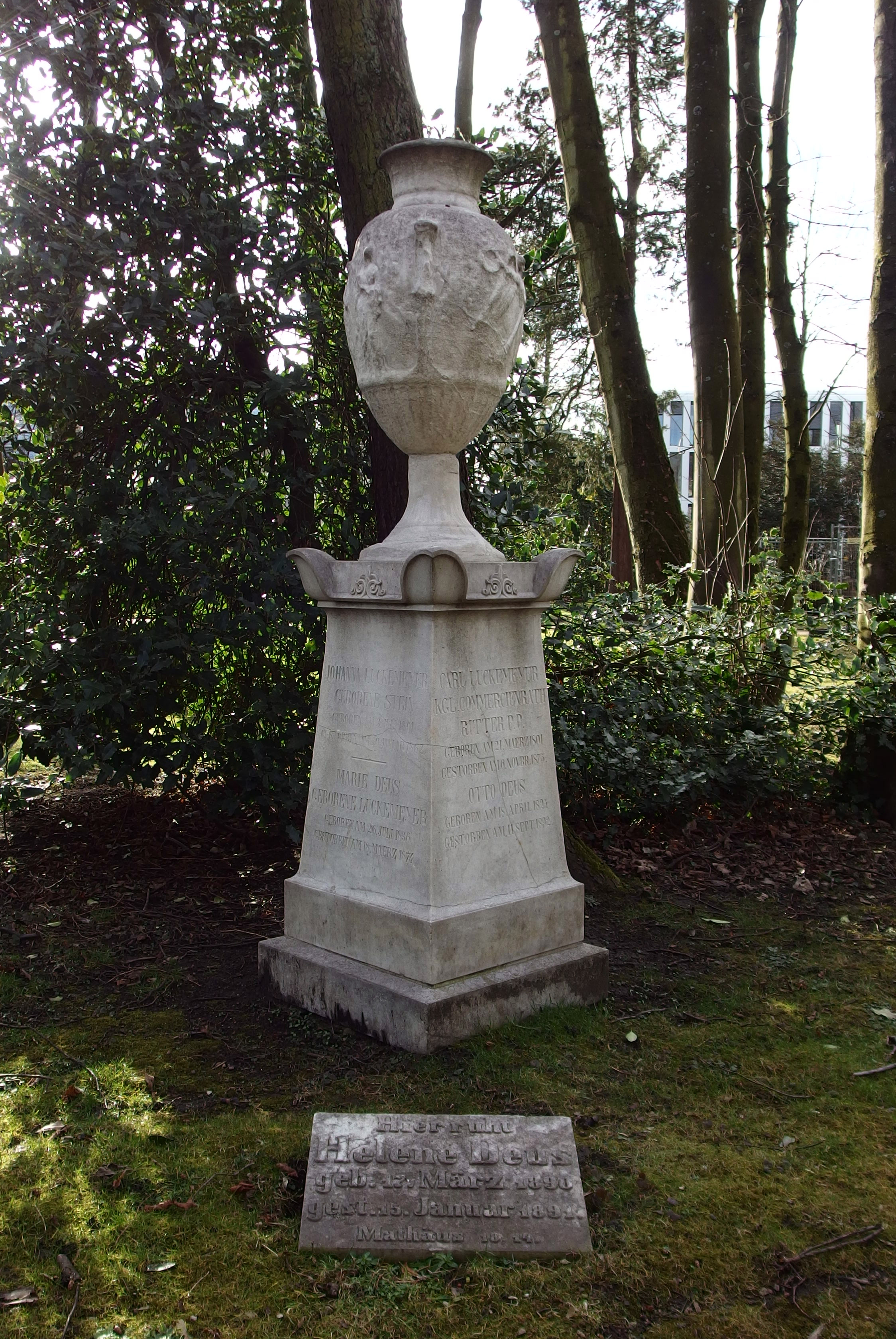
Grabstätte auf dem Golzheimer Friedhof

Als Stadtrat war Luckemeyer um 1833 Mitglied eines Eisenbahnkomitees, das das Ziel einer Eisenbahnverbindung zwischen dem Bergischen Land und dem Rhein verfolgte. Aus diesem Projekt entstand die 1835 gegründete Düsseldorf-Elberfelder Eisenbahn-Gesellschaft. Als deren Verwaltungsrat nahm Luckemeyer eine führende Position ein. Im gleichen Jahr wurde er Mitglied der Handelskammer Düsseldorf. Von 1836 bis 1849 fungierte er auch als Beigeordneter der Stadt Düsseldorf. In diesen Ämtern war es sein Anliegen, die Eisenbahnpolitik mit der Hafenentwicklung zu verknüpfen und die Rheinschifffahrt zu liberalisieren. 1836 wurde er Mitbegründer und Direktor der Dampfschiffahrts-Gesellschaft für den Nieder- und Mittelrhein. 1853 gehörte er zu den Gründern der Kölnischen und Düsseldorfer Gesellschaft für Rhein-Dampfschiffahrt. Der Erfolg seiner Tätigkeit schlug sich im Aufstieg der Stadt Düsseldorf zu einem Zentrum der Hochindustrialisierung in Deutschland nieder. 
Luckemeyer war ein prominenter Vertreter des liberalen rheinischen Wirtschaftsbürgertums. 1843 gehörte er zu den Organisatoren des Köln-Düsseldorfer Verbrüderungsfestes. Als Mitglied des Verwaltungsausschusses engagierte er sich auch im Allgemeinen Musikverein der Stadt Düsseldorf. 1847 wurde ihm der Titel eines Königlichen Kommerzienrats verliehen, 1855 der Rote Adlerorden 4. Klasse. 1862 trat sein Sohn Carl Rudolph (* 1826) in die Firma C. Luckemeyer als zeichnungsberechtigter Mitgesellschafter ein. Gemeinsam bestellten sie einen Prokuristen. Luckemeyer starb im Alter von 74 Jahren. Seine Grabstätte fand er auf dem Golzheimer Friedhof.